# Autovía del Suroeste
La autovía del Suroeste o A-5, antes autovía de Extremadura (aunque sigue utilizándose esa denominación), es una de las seis autovías radiales de España. La nomenclatura dentro de la Red de Carreteras de España es la de A-5, y está incluida en la Red de Carreteras Europeas, formando parte su trazado de la Red Europea (E-90). Es una carretera fundamental puesto que forma parte de la ruta que une Madrid con Lisboa, la capital de Portugal.
Como carretera radial que es, el origen de la A-5 está en el kilómetro cero de la Puerta del Sol de Madrid. La autovía propiamente dicha comienza bajo tierra a la altura de la M-30, pero en verdad es a partir del kilómetro 10 cuando empieza oficialmente como autovía. Este primer tramo, llamado "Paseo de Extremadura" que está en proceso de soterramiento, hasta el kilómetro 10 (cruce con la M-40), es competencia del Ayuntamiento de Madrid y es una vía urbana con un carril bus de escasas dimensiones, enlaces sin carriles de aceleración/desaceleración, sin arcenes y viviendas próximas a la vía, por lo que su velocidad está limitada a 70 km/h dentro de la ciudad de Madrid.

## Recorrido

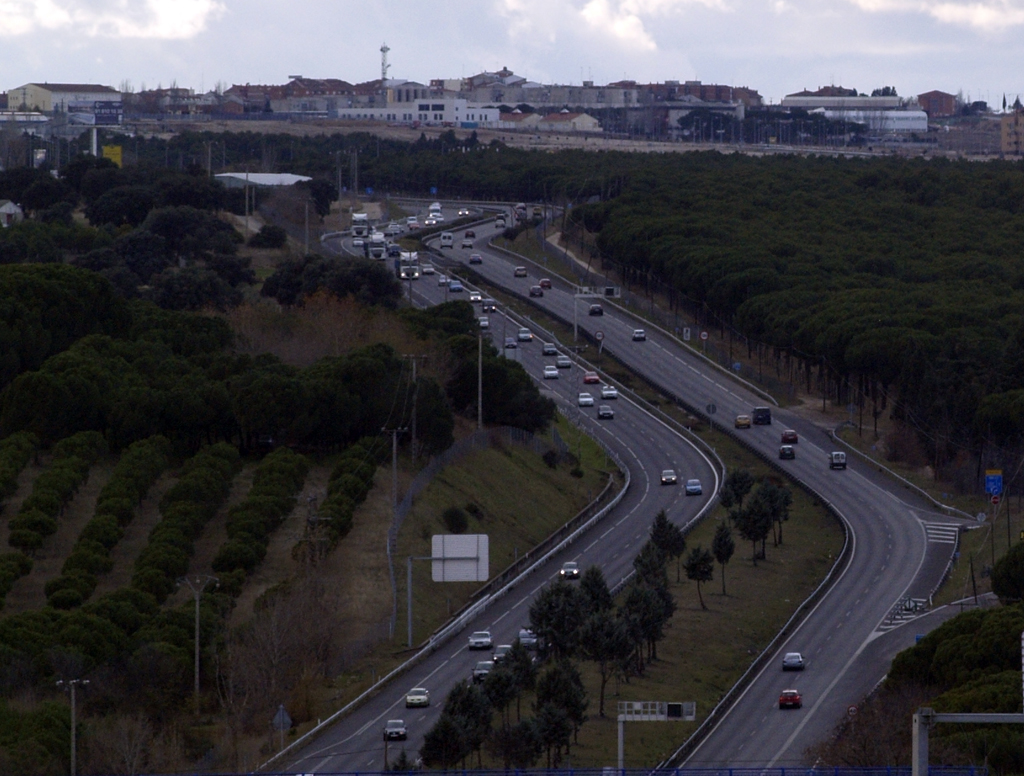
La autovía del suroeste A-5 en las cercanías de Navalcarnero (Madrid).

En el kilómetro 10, saliendo de la ciudad de Madrid en su cruce con la autopista M-40, la vía depende ya de la administración estatal y empieza a disponer de características de autovía, sobre todo, a partir del kilómetro 12 y su enlace con Alcorcón.
Aun así, existen algunos enlaces que no son propios de una autovía aunque continúan estando en la misma. Estos enlaces se dan a la entrada y salida a la ciudad de Madrid, por ejemplo:
- El acceso a la "Venta de la Rubia" en el kilómetro 10 sentido ascendente, que no dispone de carriles de acceso y se mezcla con una de las salidas de la M-40 y con una parada de autobús.
- El acceso al Museo de Aeronáutica y Astronáutica de Madrid en el kilómetro 10 sentido descendente, que no dispone de carriles de acceso y se mezcla con una parada de autobús.
- Accesos a caminos de servicio del río Guadarrama en el kilómetro 25, en Navalcarnero en ambos sentidos, no disponen de carriles de acceso y se mezclan con las salidas a la M-413 y paradas de autobús.

Toma dirección suroeste hasta llegar a Navalmoral de la Mata, en la provincia de Cáceres. A partir de ahí se dirige hacia el sur hasta Mérida, en la provincia de Badajoz. Desde Mérida hasta la frontera portuguesa en las cercanías de Badajoz toma una dirección oeste enlazando en la frontera con la A6 portuguesa.
Lugares y ciudades principales: Madrid, Navalcarnero, Valmojado, Santa Cruz del Retamar, Talavera de la Reina, Navalmoral de la Mata, Almaraz, Jaraicejo, Trujillo, Miajadas, Mérida, Montijo y Badajoz.
Es una autovía que tiene una longitud de 395 km, y se puede enlazar con la M-30, M-40, M-45, M-50, R-5, N-403, A-40, N-502, N-521 (A-58), N-430, N-630, EX-A1, EX-A2, A-66 (E-803), N-432, y N-5 durante su recorrido.

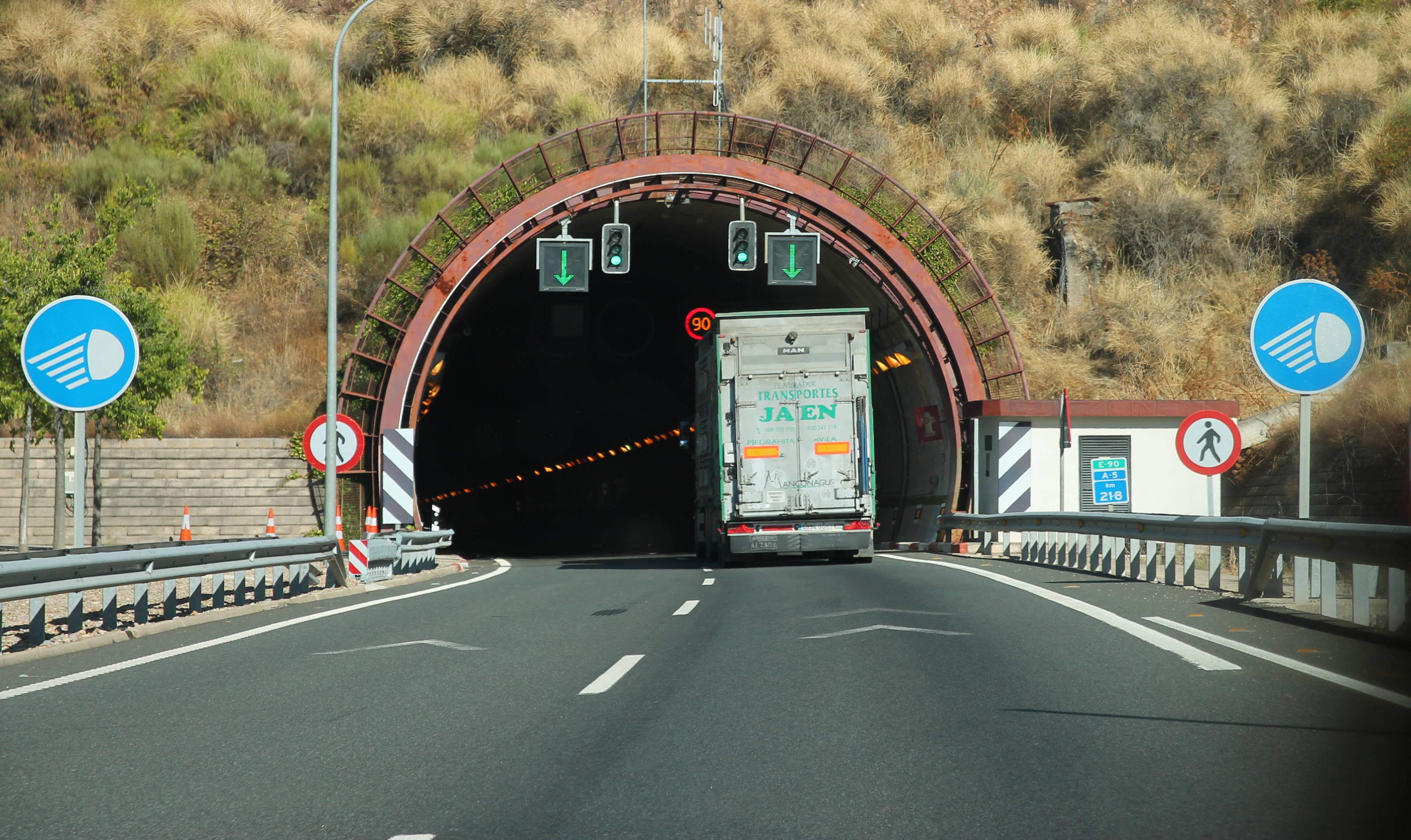
Los túneles de Miravete fueron inaugurados en 1995

Es una autovía que se construyó entre los años 1960 y años 1990, dentro del plan de conversión en autovías de las antiguas nacionales radiales.
Esta carretera ostentó desde el 5 de mayo de 2010 hasta el 21 de marzo de 2016 el récord de mayor exceso de velocidad jamás registrado por un radar móvil en España. El autor del récord fue un joven de 23 años, que circulaba a 248 km/h en un BMW en las proximidades de Mérida. Este récord fue rebasado el 21 de marzo de 2016, con una velocidad de 297 km/h registrada en la R-4. En enero de 2019 un nuevo radar fue puesto en funcionamiento. Se encuentra en el paseo de Extremadura, en sentido salida y está colocado en el punto kilométrico 4 y el 5.750, a la altura de Batán.
En el verano de 2020 fue adjudicado el proyecto de la prolongación del soterramiento desde la Avenida de Portugal (cruce con el Paseo de Extremadura) hasta la Avenida de Padre Piquer de un tramo soterrado de unos 3,2 kilómetros de longitud, y fue presentado el proyecto en febrero de 2022. No fue hasta el mes de febrero de 2024 cuando se licitaron las obras,   con lo que no se ejecutarán hasta finales de 2024.

## Tramos
| Denominación | Tramo | Kilómetros     | Año servicio |
| ------------ | --- | -------------- | --- |
| E-90 A-5     | Madrid Nudo Puente del Rey M-30 - Paseo de Extremadura Tramo original: Cuesta San Vicente - Paseo de Extremadura Tramo: Nudo Puente del Rey M-30 Paso inferior de Cuesta de San Vicente Soterramiento Avda. Portugal (sentido Suroeste): Gª Cuesta San Vicente - Pº de Extremadura Soterramiento Avda. Portugal (sentido Nordeste): Gª Cuesta San Vicente - Pº de Extremadura Soterramiento Glorieta Cuesta de San Vicente - Avenida de Portugal | 2 - 0,4 2 0,5  | 3 carriles por sentido: 1944 1978 1994 4 carriles por sentido: 2006 4 carriles por sentido: 2007 2 carriles por sentido: 2007                                                 |
| E-90 A-5     | Paseo de Extremadura - Cuatro Vientos (Madrid) Tramo original: Paseo de Extremadura - Avenida del Padre Piquer Tramo original: Avenida del Padre Piquer - Cuatro Vientos (Madrid) Soterramiento: Paseo de Extremadura - Avenida del Padre Piquer | 2,6 3,3 3,2    | 3 carriles por sentido: 1968 2 carriles por sentido: 1968 En obras (conclusión prevista 2026 o 2027)                                                                          |
| E-90 A-5     | Cuatro Vientos (Madrid) - Alcorcón Este Tramo original Tramo ampliado (sentido Oeste) Tramo ampliado (sentido Este) | 3,2 3,2        | 2 carriles por sentido: 1972 3 carriles por sentido: 1998 |
| E-90 A-5     | Variante de Alcorcón y Móstoles Tramo provisional: Alcorcón Este - Móstoles Oeste Tramo completo: Alcorcón Este - Móstoles Oeste Tramo ampliado: Alcorcón Este - Alcorcón Norte (sentido Oeste) Tramo ampliado: Alcorcón Este - Alcorcón Norte (sentido Este) Tramo ampliado: Móstoles Norte - Móstoles Oeste (sentido Oeste) Tramo ampliado: Móstoles Norte - Móstoles Oeste (sentido Este)                                                     | 12 1,5 3,3 4,3 | 1 carril por sentido: 1980 2 carriles por sentido: 1981 3 carriles por sentido: ¿2002? 4 carriles por sentido: 2003 3 carriles por sentido: 2017 3 carriles por sentido: 2018 |
| E-90 A-5     | Móstoles Oeste - Navalcarnero Este Tramo original: Móstoles Oeste - Navalcarnero Este Tramo ampliado: Móstoles Oeste - Parque Coímbra (Móstoles) | 6,6 2,8        | 2 carriles por sentido: 1984 3 carriles por sentido: 2003 |
| E-90 A-5     | Variante de Navalcarnero Tramo provisional: Navalcarnero Este - Navalcarnero Suroeste Tramo original: Navalcarnero Este - Navalcarnero Suroeste Tramo ampliado: Navalcarnero Este - Navalcarnero Suroeste | 4 4            | 1 carril por sentido: 1978 1 carril por sentido: 1979 2 carriles por sentido: 1980                                                                                            |
| E-90 A-5     | Navalcarnero Suroeste - Valmojado Norte | 6,7            | 1992 |
| E-90 A-5     | Variante de Valmojado Tramo: Valmojado Norte - Valmojado Sur CM-41 | 5,6            | 1992 |
| E-90 A-5     | Valmojado Sur CM-41 - Las Ventas de Retamosa | 6,3            | 1992 |
| E-90 A-5     | Las Ventas de Retamosa - Santa Cruz de Retamar Este | 5,4            | 1991 |
| E-90 A-5     | Variante de Santa Cruz de Retamar Tramo: Santa Cruz de Retamar Este - Santa Cruz de Retamar Oeste | 4,5            | 1991 |
| E-90 A-5     | Santa Cruz de Retamar Oeste - Quismondo Este | 3,8            | 1991 |
| E-90 A-5     | Variante de Quismondo Tramo: Quismondo Este - Quismondo Oeste | 3,6            | 1991 |
| E-90 A-5     | Quismondo Oeste - Santa Olalla Este | 9,2            | 1991 |
| E-90 A-5     | Variante de Santa Olalla Tramo: Santa Olalla Este - Santa Olalla Oeste | 5,8            | 1990 |
| E-90 A-5     | Santa Olalla Oeste - El Casar de Escalona | 4,2            | 1991 |
| E-90 A-5     | El Casar de Escalona - Talavera de la Reina Este | 19,2           | 1992 |
| E-90 A-5     | Talavera de la Reina Este - Oropesa Este | 39             | 1990 |
| E-90 A-5     | Variante de Oropesa Tramo: Oropesa Este - Oropesa Oeste | 11             | 1992 |
| E-90 A-5     | Oropesa Oeste - Navalmoral de la Mata | 23             | 1990 |
| E-90 A-5     | Navalmoral de la Mata - Almaraz | 14,3           | 1993 |
| E-90 A-5     | Almaraz - Jaraicejo | 37,4           | 1995 |
| E-90 A-5     | Jaraicejo - Trujillo | 16,5           | 1993 |
| E-90 A-5     | Trujillo - Miajadas | 45,4           | 1992 |
| E-90 A-5     | Miajadas - Mérida | 38             | 1995 |
| E-90 A-5     | Mérida - Badajoz Este | 60             | 1992 |
| E-90 A-5     | Variante de Badajoz Subtramo: Badajoz Este - Badajoz Norte N-523 Subtramo: Badajoz Norte N-523 - Frontera portuguesa | 7,5 7,5        | 1995 1993 |

## Salidas
| Elemento | Nombre de Salida (sentido Portugal)/Ver de arriba-abajo                                                                                      | Número de Salida | Nombre de Salida (sentido Madrid)/Ver de abajo-arriba                                                             | Carretera que enlace     |
| -------- | --- | ---------------- | --- | ------------------------ |
|          | Inicio de la E-90 A-5 Incorporación como Avenida de Portugal por túneles Velocidad limitada a                                                |                  | Fin de la E-90 A-5 y fin de los túneles Continúa por Madrid (centro) Pº del Rey - plaza de España gta. S. Vicente |                          |
|          | |                  | Pº E. de Santo A-42 A-4 A-3 A-2 c/ S. Pol de Mar M-500 A-6 M-607 A-1                                              | M-30 (todas direcciones) |
|          | Salida de los túneles bajo la Avenida de Portugal                                                                                            | km 3             | Entrada a los túneles bajo la Avenida de Portugal                                                                 |                          |
|          | vía de servicio | 3                | Casa de campo pº Extremadura c/ Segovia                                                                           |                          |
|          | El Batán |                  | |                          |
|          | cambio de sentido |                  | El Batán cambio de sentido                                                                                        |                          |
|          | Casa de campo zoológico | 5A               | Casa de campo zoológico parque de atracciones                                                                     |                          |
|          | vía de servicio |                  | Sepúlveda Valmojado Los Yébenes                                                                                   |                          |
|          | Boadilla del Monte Pozuelo de Alarcón |                  | Boadilla del Monte Pozuelo de Alarcón Aluche                                                                      | M-502 M-511              |
|          | Aluche |                  | Aluche - Carabanchel                                                                                              |                          |
|          | Aluche - Carabanchel |                  | |                          |
|          | Cuatro Vientos vía de servicio cambio de sentido                                                                                             |                  | Cuatro Vientos vía de servicio Carabanchel cambio de sentido                                                      |                          |
|          | Incorporación a la autovía y fin del Paseo de Extremadura Autovía limitada a (hasta p.k.m. 12)                                               | km 10            | Fin de la autovía y incorporación al Paseo de Extremadura Calle limitado a                                        |                          |
|          | A-6 M-607 A-1 R-2 - IFEMA - A-2 | 10A              | | M-40                     |
|          | R-5 A-42 A-4 R-4 A-3 | 10B              | | M-40                     |
|          | San José de Valderas centro comercial San Martín de Valdeiglesias                                                                            | 11               | | M-506                    |
|          | | 12A              | Leganés - Alcorcón (norte) R-5 Badajoz A-42 A-4 R-4 A-3 A-6 La Coruña M-607 A-1 R-2 IFEMA - A-2                   | M-40 (todas direcciones) |
|          | | 12B              | Alcorcón - San José de Valderas centro comercial                                                                  |                          |
|          | Alcorcón centro comercial | 12               | |                          |
|          | centro comercial Villaviciosa de Odón - San Martín de Valdeiglesias                                                                          | 13               | | M-506                    |
|          | universidad hospitales zona comercial Móstoles - Villaviciosa de Odón M-506 Fuenlabrada R-5 Badajoz A-42 R-4 A-4 A-3 R-3 - A-2 A-6 La Coruña | 14               | | M-50 (todas direcciones) |
|          | | 18               | universidad hospitales Móstoles - Alcorcón zona comercial R-5 Badajoz A-42 R-4 A-4 A-3 R-3 - A-2 A-6 La Coruña    | M-50 (todas direcciones) |
|          | | 19               | universidad HM Puerta del Sur Móstoles Villaviciosa de Odón centro comercial                                      | M-856                    |
|          | vía de servicio |                  | vía de servicio                                                                                                   |                          |
|          | Móstoles (oeste) Parque Coímbra Parque de nieve (c. comercial)                                                                               | 22               | |                          |
|          | Arroyomolinos Parque de nieve (c. comercial)                                                                                                 | 23               | | M-413                    |
|          | | 24               | vía de servicio Parque Coímbra Móstoles (oeste) Parque de nieve (c. comercial)                                    |                          |
|          | | 25               | Arroyomolinos Parque de nieve (c. comercial)                                                                      | M-413                    |
|          | Quinta Asturias urbanización |                  | Camino de servicio                                                                                                |                          |
|          | vía de servicio |                  | |                          |
|          | vía de servicio Navalcarnero Norte | 27               | zona industrial                                                                                                   |                          |
|          | vía de servicio |                  | |                          |
|          | vía de servicio |                  | vía de servicio                                                                                                   |                          |
|          | vía de servicio Alparrache II pol. industrial                                                                                                |                  | |                          |
|          | Navalcarnero Este | 29               | |                          |
|          | Navalcarnero Centro El Álamo | 31               | Navalcarnero El Álamo                                                                                             | M-404                    |
|          | Navalcarnero Oeste - Aldea del Fresno - Brunete                                                                                              | 32               | Navalcarnero - Aldea del Fresno - Brunete                                                                         |                          |
|          | | 35               | Móstoles - Madrid                                                                                                 | R-5                      |
|          | vía de servicio urb. Calypo-Fado pol. industrial Casarrubios del Monte                                                                       | 36               | |                          |
|          | CASTILLA-LA MANCHA Provincia de Toledo | km. 37           | COMUNIDAD DE MADRID                                                                                               |                          |
|          | | 37               | vía de servicio Casarrubios del Monte                                                                             |                          |
|          | vía de servicio Valmojado | 40               | |                          |
|          | Méntrida - Valmojado | 43               | vía de servicio Méntrida - Valmojado                                                                              | CM-5007                  |
|          | A-42 CM-43 CM-4001 A-4 R-4 | 45-46            | A-42 CM-43 CM-4001 A-4 R-4 Valmojado                                                                              | CM-41                    |
|          | vía de servicio | 47               | |                          |
|          | Las Ventas de Retamosa | 49               | Las Ventas de Retamosa                                                                                            | TO-1836                  |
|          | La Torre de Esteban Hambrán | 52               | La Torre de Esteban Hambrán                                                                                       | TO-1742                  |
|          | Santa Cruz del Retamar | 58               | Santa Cruz del Retamar                                                                                            |                          |
|          | | 61               | Santa Cruz del Retamar                                                                                            |                          |
|          | Quismondo | 66               | Quismondo |                          |
|          | | 69               | vía de servicio Quismondo                                                                                         |                          |
|          | Maqueda | 72               | |                          |
|          | Maqueda - Ávila centro de conservación | 74               | | N-403                    |
|          | Torrijos - Toledo | 76               | Toledo Maqueda - Ávila centro de conservación                                                                     | A-40 N-403               |
|          | vía de servicio Santa Olalla | 79               | Santa Olalla |                          |
|          | | 83               | vía de servicio Santa Olalla                                                                                      |                          |
|          | vía de servicio | 85               | |                          |
|          | Otero - Malpica de Tajo | 86               | Otero - Malpica de Tajo                                                                                           | CM-4015                  |
|          | El Casar de Escalona | 88               | vía de servicio El Casar de Escalona                                                                              |                          |
|          | Camino de servicio | 90               | Camino de servicio                                                                                                |                          |
|          | vía de servicio | 91               | |                          |
|          | Camino de servicio | 92               | Camino de servicio                                                                                                |                          |
|          | Cardiel de los Montes Los Cerralbos Lucillos                                                                                                 | 96               | Cardiel de los Montes Los Cerralbos Lucillos                                                                      | CM-5002 CM-4002 TO-1257  |
|          | Cazalegas | 101              | Cazalegas | TO-1261                  |
|          | vía de servicio |                  | vía de servicio                                                                                                   |                          |
|          | Talavera de la Reina Toledo Cazalegas | 106-107          | vía de servicio Toledo Cazalegas                                                                                  | CM-4000                  |
|          | San Román de los Montes - Talavera de la Reina                                                                                               | 111              | San Román de los Montes - Talavera de la Reina                                                                    | CM-5001                  |
|          | Cervera de los Montes - Navamorcuende - Talavera de la Reina                                                                                 | 115              | Cervera de los Montes - Navamorcuende - Talavera de la Reina                                                      | CM-5100                  |
|          | Mejorada - Segurilla - Talavera de la Reina                                                                                                  | 118              | Mejorada - Segurilla - Talavera de la Reina                                                                       | CM-4132                  |
|          | vía de servicio Ávila - Talavera de la Reina - Herrera del Duque                                                                             | 123              | Ávila - Talavera de la Reina - Herrera del Duque                                                                  | N-502                    |
|          | pol. ind. Torrehierro | 124              | pol. ind. Torrehierro                                                                                             |                          |
|          | pol. ind. Torrehierro | 126              | vía de servicio pol. ind. Torrehierro                                                                             |                          |
|          | Gamonal - Alberche centro de conservación | 128              | Gamonal - Alberche centro de conservación                                                                         |                          |
|          | Velada Calera y Chozas | 130              | Velada Calera y Chozas                                                                                            | CM-5103 CM-4130          |
|          | vía de servicio |                  | |                          |
|          | Calera y Chozas | 135              | Calera y Chozas                                                                                                   |                          |
|          | |                  | vía de servicio                                                                                                   |                          |
|          | Vía de servicio |                  | Vía de servicio                                                                                                   |                          |
|          | Alcañizo | 142              | Alcañizo | TO-1294                  |
|          | Torralba de Oropesa | 145              | |                          |
|          | | 146              | Torralba de Oropesa                                                                                               |                          |
|          | Oropesa - Lagartera - Madrigal de la Vera - Candeleda                                                                                        | 148              | Oropesa - Madrigal de la Vera - Candeleda                                                                         | CM-4100                  |
|          | Lagartera | 152              | Lagartera - Oropesa                                                                                               |                          |
|          | Herreruela de Oropesa | 154              | Herreruela de Oropesa                                                                                             |                          |
|          | La Calzada de Oropesa Las Ventas de San Julián                                                                                               | 157              | La Calzada de Oropesa Las Ventas de San Julián                                                                    | TO-1297                  |
|          | |                  | vía de servicio                                                                                                   |                          |
|          | vía de servicio |                  | |                          |
|          | El Gordo | 163              | El Gordo | CC-33.3                  |
|          | EXTREMADURA Provincia de Cáceres | km. 168          | CASTILLA-LA MANCHA Provincia de Toledo                                                                            |                          |
|          | área de descanso Peraleda de la Mata | 171              | área de descanso Peraleda de la Mata                                                                              |                          |
|          | vía de servicio cambio de sentido | 174              | vía de servicio cambio de sentido                                                                                 |                          |
|          | vía de servicio Navalmoral de la Mata Peraleda de la Mata - Guadalupe                                                                        | 178              | Navalmoral de la Mata Peraleda de la Mata - Guadalupe                                                             | EX-118                   |
|          | vía de servicio Valdehúncar - Navalmoral de la Mata (sur)                                                                                    | 182              | vía de servicio Valdehúncar - Navalmoral de la Mata (sur)                                                         |                          |
|          | Navalmoral de la Mata (oeste) - Millanes - Casas de Belvís                                                                                   | 184              | Navalmoral de la Mata (oeste) - Millanes - Casas de Belvís                                                        |                          |
|          | Plasencia P.N. Monfragüe Navalmoral de la Mata                                                                                               | 185              | Plasencia P.N. Monfragüe                                                                                          | EX-A1                    |
|          | | 186              | vía de servicio Navalmoral de la Mata (oeste)                                                                     | EX-108                   |
|          | vía de servicio embalse de Valdecañas Saucedilla                                                                                             | 190              | vía de servicio embalse de Valdecañas Saucedilla                                                                  |                          |
|          | | 192              | Belvís de Monroy                                                                                                  |                          |
|          | vía de servicio Almaraz (norte) | 193              | |                          |
|          | Almaraz (este) - Valdecañas de Tajo | 197              | Almaraz (este) - Valdecañas de Tajo                                                                               |                          |
|          | vía de servicio central nuclear Almaraz (sur) Serrejón                                                                                       | 200              | vía de servicio central nuclear Almaraz (sur) Serrejón                                                            | EX-389                   |
|          | | 207              | Puerto de Miravete                                                                                                | N-5                      |
|          | Casas de Miravete - Romangordo - Higuera de Albalat                                                                                          | 210              | Casas de Miravete - Romangordo - Higuera de Albalat                                                               |                          |
|          | Puerto de Miravete 666m |                  | Puerto de Miravete 666m                                                                                           |                          |
|          | Túnel de Miravete 1200m |                  | Túnel de Miravete 1200m                                                                                           |                          |
|          | vía de servicio Deleitosa | 219              | vía de servicio Deleitosa                                                                                         |                          |
|          | vía de servicio Jaraicejo (este) | 227              | vía de servicio Jaraicejo (este)                                                                                  |                          |
|          | Jaraicejo (sur) vía de servicio | 232              | Jaraicejo (sur) vía de servicio                                                                                   |                          |
|          | área de descanso |                  | área de descanso                                                                                                  |                          |
|          | vía de servicio Torrecillas de la Tiesa - Aldea del Obispo                                                                                   | 240              | vía de servicio Torrecillas de la Tiesa - Aldea del Obispo                                                        |                          |
|          | vía de servicio |                  | vía de servicio                                                                                                   |                          |
|          | Cáceres | 248              | Cáceres | A-58                     |
|          | Trujillo centro de conservación | 250              | Trujillo polígonos industriales centro de conservación                                                            |                          |
|          | Trujillo - Cáceres - Herguijuela - Guadalupe                                                                                                 | 253              | Trujillo - Herguijuela - Guadalupe                                                                                |                          |
|          | vía de servicio Trujillo (sur) Cáceres Ibahernando                                                                                           | 259              | vía de servicio Trujillo (sur) Ibahernando                                                                        | N-5 N-521 CC-50          |
|          | vía de servicio Santa Cruz de la Sierra - Ibahernando                                                                                        | 268              | vía de servicio Santa Cruz de la Sierra - Ibahernando                                                             |                          |
|          | Puerto de Santa Cruz | 269              | |                          |
|          | | 272              | Puerto de Santa Cruz                                                                                              |                          |
|          | Abertura | 275              | Abertura |                          |
|          | vía de servicio Villamesías | 277              | |                          |
|          | | 281              | vía de servicio Villamesías                                                                                       |                          |
|          | vía de servicio Miajadas - Escurial | 287              | vía de servicio Miajadas - Escurial                                                                               |                          |
|          | vía de servicio Miajadas Almoharín - Cáceres Don Benito - Villanueva de la Serena                                                            | 294              | vía de servicio Miajadas Almoharín - Cáceres                                                                      | EX-206 EX-A2             |
|          | Alonso de Ojeda | 298              | Alonso de Ojeda                                                                                                   |                          |
|          | vía de servicio | 300              | vía de servicio                                                                                                   |                          |
|          | Provincia de Badajoz | km. 301          | Provincia de Cáceres                                                                                              |                          |
|          | Conquista del Guadiana | 304              | Conquista del Guadiana                                                                                            |                          |
|          | Santa Amalia - Don Benito | 310              | Santa Amalia - Don Benito                                                                                         | EX-206                   |
|          | vía de servicio |                  | |                          |
|          | | 316              | Ciudad Real | N-430                    |
|          | Torrefresneda Ciudad Real | 318              | Torrefresneda | N-430                    |
|          | vía de servicio San Pedro de Mérida Valverde de Mérida                                                                                       | 325              | vía de servicio San Pedro de Mérida Valverde de Mérida                                                            | BA-125                   |
|          | vía de servicio Trujillanos | 331              | |                          |
|          | vía de servicio Mérida centro de conservación                                                                                                | 333-334          | vía de servicio Mérida - Trujillanos centro de conservación                                                       | N-5                      |
|          | Mérida Avda. de Cáceres Cáceres | 338              | Mérida Avda. de Cáceres Cáceres                                                                                   | E-803 A-66               |
|          | vía de servicio Mérida (norte) - Esparragalejo - Montijo                                                                                     | 341              | vía de servicio Mérida (norte) - Esparragalejo - Montijo                                                          | EX-209                   |
|          | vía de servicio Mérida Avda. Duque de Ahumada El Prado                                                                                       | 342              | vía de servicio Mérida Avda. Duque de Ahumada El Prado                                                            |                          |
|          | Mérida Avda. Reina Sofía Calamonte Sevilla                                                                                                   | 343-345          | Mérida Avda. Reina Sofía Sevilla                                                                                  | A-66                     |
|          | | 346              | Calamonte | BA-038                   |
|          | vía de servicio |                  | |                          |
|          | vía de servicio Arroyo de San Serván | 352              | vía de servicio Arroyo de San Serván                                                                              | BA-012                   |
|          | Torremayor | 354              | Torremayor |                          |
|          | Camino de servicio | 360              | Camino de servicio                                                                                                |                          |
|          | Puebla de la Calzada - Montijo | 365              | Puebla de la Calzada - Montijo                                                                                    | EX-328                   |
|          | vía de servicio Lobón | 367              | vía de servicio Lobón                                                                                             |                          |
|          | vía de servicio |                  | |                          |
|          | Guadajira | 372-374          | Guadajira |                          |
|          | vía de servicio Solana de los Barros - Almendralejo                                                                                          | 376              | vía de servicio Solana de los Barros - Almendralejo                                                               | EX-300                   |
|          | vía de servicio Talavera la Real | 380              | vía de servicio Talavera la Real                                                                                  | N-5                      |
|          | aeropuerto La Albuera | 382              | aeropuerto La Albuera Talavera la Real                                                                            | EX-363 N-5               |
|          | |                  | vía de servicio                                                                                                   |                          |
|          | BA-20 Badajoz N-432 Córdoba | 395              | BA-20 Badajoz N-432 Córdoba                                                                                       | N-5                      |
|          | Badajoz - Cáceres | 400              | Badajoz - Cáceres                                                                                                 | N-523                    |
|          | vía de servicio Badajoz Bº S. Fernando "El Nevero" Campomayor                                                                                | 403              | vía de servicio Badajoz Bº S. Fernando "El Nevero" Campomayor                                                     | BA-020                   |
|          | vía de servicio |                  | |                          |
|          | vía de servicio Badajoz Avda. de Elvas policía - aduana IFEBA                                                                                | 407              | vía de servicio Badajoz Avda. de Elvas aduana - IFEBA centro comercial                                            |                          |
|          | Fin de la E-90 A-5 Continúa por Portugal Elvas - Lisboa por la A 6                                                                           |                  | Comienzo de la E-90 A-5                                                                                           |                          |
|          | ALENTEJO Alto Alentejo A 6 |                  | EXTREMADURA Provincia de Badajoz                                                                                  |                          |